# Daniël Nijhof
Daniël Nijhof (Hengelo, 15 januari 1973) is een voormalig Nederlands voetballer.
Nijhof speelde in zijn loopbaan voor FC Twente en N.E.C.. In Nijmegen maakte een zware knieblessure een vroegtijdig einde aan zijn carrière; hij werd afgekeurd. In totaal speelde hij als verdediger 39 wedstrijden. Na zijn voetballoopbaan is Nijhof gaan werken in de financiële dienstverlening. Daarnaast is hij actief als trainer. Met ingang van het seizoen 2012/13 werd hij assistent bij HSC'21. Na 5 seizoenen onder eerst Wilco Klop en vervolgens Eddy Boerhof te hebben gediend als rechterhand, werd hij in het seizoen 2017/'18 aangesteld als hoofdtrainer in Haaksbergen.

## Clubs
- 1992/96: FC Twente
- 1996/98: NEC Nijmegen